# Чемпіонат світу з хокею із шайбою 2020 (дивізіон II)
Чемпіонат світу з хокею із шайбою 2020 (дивізіон II) — скасований чемпіонат світу з хокею із шайбою, який мав відбутись у двох групах. Група А мала грати в Хорватії, а Група В у Ісландії. Однак 13 березня 2020 року IIHF оголосив про скасування обох турнірів через пандемію COVID-19.

## Група А

### Учасники
| Збірна     | Результати 2019 року                |
| ---------- | ----------------------------------- |
| Нідерланди | 6-е місце Дивізіон I В.             |
| Хорватія   | Господарі, 2-е місце Дивізіон II А. |
| Австралія  | 3-є місце Дивізіон II А.            |
| Іспанія    | 4-е місце Дивізіон II А.            |
| Китай      | 5-е місце Дивізіон II А.            |
| Ізраїль    | 1-е місце Дивізіон II B.            |

### Таблиця
| Поз | Команда      | М | В | ВО | ПО | П | ГЗ | ГП | Різ | О | Кваліфікація або пониження    |
| --- | ------------ | - | - | -- | -- | - | -- | -- | --- | - | ----------------------------- |
| 1   | Нідерланди   | 0 | 0 | 0  | 0  | 0 | 0  | 0  | 0   | 0 | Підвищення до Дивізіону І (В) |
| 2   | Хорватія (H) | 0 | 0 | 0  | 0  | 0 | 0  | 0  | 0   | 0 |                               |
| 3   | Австралія    | 0 | 0 | 0  | 0  | 0 | 0  | 0  | 0   | 0 |                               |
| 4   | Іспанія      | 0 | 0 | 0  | 0  | 0 | 0  | 0  | 0   | 0 |                               |
| 5   | Китай        | 0 | 0 | 0  | 0  | 0 | 0  | 0  | 0   | 0 |                               |
| 6   | Ізраїль      | 0 | 0 | 0  | 0  | 0 | 0  | 0  | 0   | 0 | Пониження до Дивізіону ІІ (В) |

## Група В

### Учасники
| Збірна        | Результати 2019 року                |
| ------------- | ----------------------------------- |
| Бельгія       | 6-е місце Дивізіон II А.            |
| Ісландія      | Господарі, 2-е місце Дивізіон II В. |
| Нова Зеландія | 3-є місце Дивізіон II В.            |
| Грузія        | 4-е місце Дивізіон II В.            |
| Мексика       | 5-е місце Дивізіон II В.            |
| Болгарія      | 1-е місце Дивізіон III.             |

### Таблиця
| Поз | Команда       | М | В | ВО | ПО | П | ГЗ | ГП | Різ | О | Кваліфікація або пониження   |
| --- | ------------- | - | - | -- | -- | - | -- | -- | --- | - | ---------------------------- |
| 1   | Бельгія       | 0 | 0 | 0  | 0  | 0 | 0  | 0  | 0   | 0 | Підвищення до Дивізіону II A |
| 2   | Ісландія      | 0 | 0 | 0  | 0  | 0 | 0  | 0  | 0   | 0 |                              |
| 3   | Нова Зеландія | 0 | 0 | 0  | 0  | 0 | 0  | 0  | 0   | 0 |                              |
| 4   | Грузія        | 0 | 0 | 0  | 0  | 0 | 0  | 0  | 0   | 0 |                              |
| 5   | Мексика       | 0 | 0 | 0  | 0  | 0 | 0  | 0  | 0   | 0 |                              |
| 6   | Болгарія      | 0 | 0 | 0  | 0  | 0 | 0  | 0  | 0   | 0 | Пониження до Дивізіону III   |